# Nazionale maschile di pallavolo dell'Armenia
La nazionale maschile di pallavolo dell'Armenia è una squadra europea composta dai migliori giocatori di pallavolo dell'Armenia ed è posta sotto l'egida della Federazione pallavolistica dell'Armenia.

## Risultati
La nazionale di pallavolo maschile dell'Armenia non ha mai partecipato ad alcuna competizione.